# Наріманов Наріман Кербалаї Наджаф-огли
Наріма́н Кербала́ї Наджа́ф-огли Наріма́нов (азерб. Nəriman Kərbəlayi Nəcəf oğlu Nərimanov, 2 (14) квітня 1870 — 19 березня 1925) — азербайджанський письменник й громадський і політичний діяч, Нарком закордонних справ Азербайджанської РСР (1920—1921), голова РНК Азербайджанської РСР (1920—1922); кандидат у члени ЦК РКП(б) (1923—1925); Голова ЦВК ЗСФРР (1922—1925); Співголова ЦВК СРСР (1922—1925)

## Біографія

### Юність
Наріман Наріманов народився 2(14) квітня 1870 року у Тифлісі у бідній азербайджанській родині Кербалай Наджафа й Халіми-ханум. Його назвали на честь прадіда, що переїхав до Тифліса з південноазербайджанського міста Урмія. Наджаф, батько Нарімана, займався дрібною торгівлею. 20 листопада 1889 Наджаф несподівано помер. Наріман облишив мрію про продовження освіти у Горійській вчительській семінарії й почав думати про родину, яка залишилась після батька без жодних засобів до існування. Хвороба старшого брата Салмана та немічність Алімірзи ще більше поглибили гірке становище родини. Попри це Халіма Гаджі Мамед Касим кизи наполягає на продовженні навчання, і Наріман повертається до Горійської семінарії. Навесні 1896 пише курсові на теми «Москва» та «Значення реформ Петра Першого».

### Викладацька діяльність
За кілька тижнів після закінчення семінарії Наріманова відправляють до села Кизил-Аджали Борчалинського повіту Тифліської губернії. У Кизил-Аджали Наріманов закінчує роботу над п'єсою «Наданлиг». У 1895 році ця драма була вперше поставлена на сцені Бакинського театру. Після невдачі з відкриттям газети (не дозволили видання азербайджанською мовою) у 1890, у 1894 році засновує у Баку першу у мусульманському світі публічну бібліотеку. Читальня була доступною рішуче усім. До читальні прибували заборонені для ввезення на Кавказ газети «Аль Ніл» з Каїра, «Іттіфак» із Софії, «Терджумані хагігат» із Стамбула, журнал «Хабль Ульматін» із Калькутти тощо.
5 жовтня 1898 року невдовзі після опівдня двері бібліотеки наглухо забивають та поліцейський пристав прикладає сургучеву казенну печатку. У 1899 році Наріманов видає «Самоучитель російської мови для мусульман». 1902 року вступає на медичний факультет Новоросійського університету. У 1903 році студенти другого курсу ставлять у торговому порту для матросів і вантажників викривальну комедію Тургенєва «Холостяк». Постановник і головний виконавець — Наріман Наріманов.

### Початок політичної діяльності
По завершенню Новоросійського університету працював лікарем. У 1905 році вступив до мусульманської соціал-демократичної організації «Гуммет». У 1906 році, будучи главою соціал-демократичної партії «Муджахид», відряджав до Персії агітаторів. У 1908 отримує диплом лікаря. Працює лікарем у Тифлісі й у Баку. У березні 1909 року був заарештований та ув'язнений у Метеському тюремному замку, а у серпні був висланий до Астраханського краю терміном на 5 років. У 1911 році політичний засланий лікар Наріманов надає допомогу Мечникову у дослідженні осередків чуми у глибині Киргизького степу. У 1912 році Наріманова обирають головою Ради товариства «Народних університетів» в Астрахані.
У травні 1914 року Наріманов отримує місце лікаря тимчасової лікарні у Чорному місті. У грудні 1916 року його обирають до складу правління «Народного дому», легального центру Бакинської партійної організації більшовиків. У березні 1917 року Наріман Наріманов стає членом Бакинського комітету РСДРП(б), займає пост редактора газети «Гуммет». Щоденно зустрічається з робітниками нафтових промислів та заводів, читає лекції та доповіді на теми: «Російська революція та її поступовий прогрес», «Політичні партії та їхні програми», «Наш погляд на російську революцію» тощо. У березні 1918 року входить до складу Комітету революційної оборони Баку. У квітні-червні комісар міського господарства Бакинської РНК. Влітку 1919 року відбулась перша зустріч Наріманова з Леніним.

### Діяльність в Азербайджані
27 квітня 1920 року частини 11-ї Армії перетнули азербайджанський кордон та, не зустрівши опору, 28 квітня увійшли до Баку. Азербайджан було проголошено Радянською Соціалістичною Республікою. 16 травня Наріманов приїжджає до Баку. Того ж дня він посідає посаду голови Тимчасового воєнно-революційного комітету Азербайджану. 1-8 вересня у Баку за ініціативою Наріманова відбувся I з'їзд народів Сходу, на якому були присутніми представники 37 мусульманських народів, близько 2000 чоловік; серед делегатів як почесні гості були Бела Кун, Джон Рід, Хо Ши Мін, Мустафа Субхі й інші.
12 березня 1922 року Наріманов став головою Союзної Ради ЗРФСР, залишаючись на цьому посту до 13 грудня. 30 грудня того ж року постановою I-ї сесії ЦВК СРСР I-го скликання Наріман Наріманов був призначений головою ЦВК СРСР. З 25 квітня 1923 року кандидат у члени ЦК РКП(б). Під час вирішення територіальних суперечок Наріманов відіграв украй важливу роль у питанні Нагірного Карабаху, за результатом якого Нагірний Карабах залишився у складі Азербайджану. Упродовж всього 1924 року Наріманов, разом із державною роботою, читає лекції в інституті сходознавства при ЦВК СРСР й у Комуністичному університеті працівників Сходу, співпрацює з «Правдою» та «Известиями», готує до друку свої праці про Леніна: «Ленін і мусульманський схід», «В очах мусульман Ленін — надзвичайне ім'я», «Ленін і Схід», «Рік роботи без Леніна». Тоді ж написані його наукові дослідження: «Шляхи розуміння комунізму», «Національне питання». З 28 квітня 1920 року до квітня 1922 року — голова Ради народних комісарів Азербайджанської РСР. У 1922—1925 роках був Головою Центрального Виконавчого Комітету ЗСФРР. З ім'ям Наріманова тісно пов'язано скликання всесоюзного тюркологічного з'їзду. З 30 грудня 1922 року разом з М. Калініним, Г. Петровським, О. Черв'яковим був головою ЦВК СРСР
Наріман Наріманов помер у Москві 19 березня 1925 року в результаті серцевого нападу, хоча була версія, що його отруїли. Похований на Червоній площі у Москві у братській могилі.

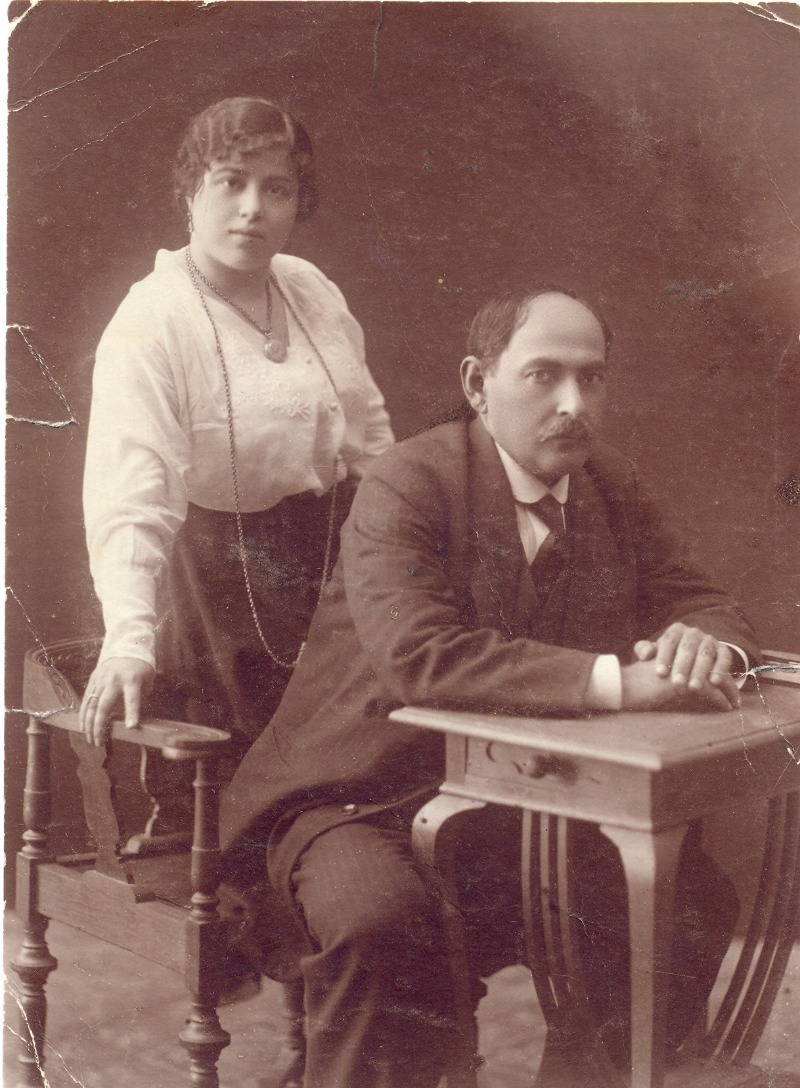
Наріман Наріманов з дружиною Гюльсум-ханум. 1915

## Родина
У 1913 одружився з Гюльсум-ханум, яка отримала домашню освіту й гарно володіла російською мовою. Майже щоп'ятниці у будинку Наріманова збирались близькі друзі: Абдулла Шаїг, Наджаф-бек Везіров, Азім Азімзаде, Ганізаде, Махмудбеков, Сарабський, Гусейн Араблинський й інші. Наприкінці вечора обов'язково співав Сарабський, чий голос викликав захоплення Наріманова.

## Нагороди і звання
- Почесний Пролетарський нагрудний знак Азербайджанської РСР[4]

## Літературна творчість
У своїх творах він відображав етапи боротьби за розкріпачення Сходу. За своєю художньою манерою Наріманов — реаліст-побутовець із публіцистичним нахилом. Наріманов організував першу в Азербайджані народну бібліотеку-читальню, створив низку художніх творів, в тому числі першу в історії азербайджанської літератури історичну трагедію «Надир-шах» (1899). У повісті «Пір» він виступає проти релігії, бичує фанатизм та викриває духовенство царської Росії. Цей твір — один із найкращих зразків агітаційно-пропагандистської, антирелігійної літератури.

## Пам'ять

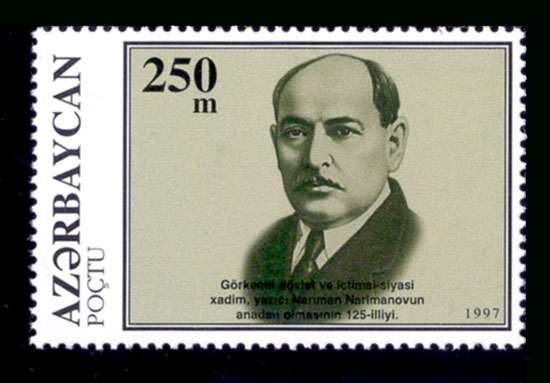
Поштова марка Азербайджану, 1997

- На честь Наріманова були випущені поштові марки СРСР та Азербайджану.

Іменем Нарімана Наріманова названі:
- місто й район в Астраханській області Росії.
- Вулиця Наріманова у місті Астрахань.
- Проспект і майдан в Ульяновську.
- Будинок культури в Шатурі.
- Вулиця Наріманова у місті Волзькому Волгоградської області.
- Вулиця Наріманова у місті Набережні Човни республіки Татарстан
- Вулиця Нарімана у селищі Чернянка Бєлгородської області.
- Вулиця Наріманова у Костромі.
- Проспект і район в Баку, а також вулиці у Гянджі, Імішлі.
- Станція метро й кінотеатр у Баку.
- Центральний парк в Кусарах.
- Азербайджанський медичний університет
- Села Наріманли у Шамкірському й Геранбойському, а також Наріманкенд у Білясуварському, Гобустанському, Кедабекському й Сабірабадському районах Азербайджану.
- Селище міського типу Наріманабад у Ленкоранському і селище з такою ж назвою у Євлахському районах Азербайджану.
- Міська середня школа № 9 у Євлаському районі Азербайджану.